# Ayros-Arbouix
Ayros-Arbouix är en kommun i departementet Hautes-Pyrénées i regionen Occitanien i sydvästra Frankrike. Kommunen ligger i kantonen Argelès-Gazost som tillhör arrondissementet Argelès-Gazost. År 2022 hade Ayros-Arbouix 345 invånare.

## Befolkningsutveckling
Antalet invånare i kommunen Ayros-Arbouix
| Referens: INSEE |